# Lodrino (Lombardei)

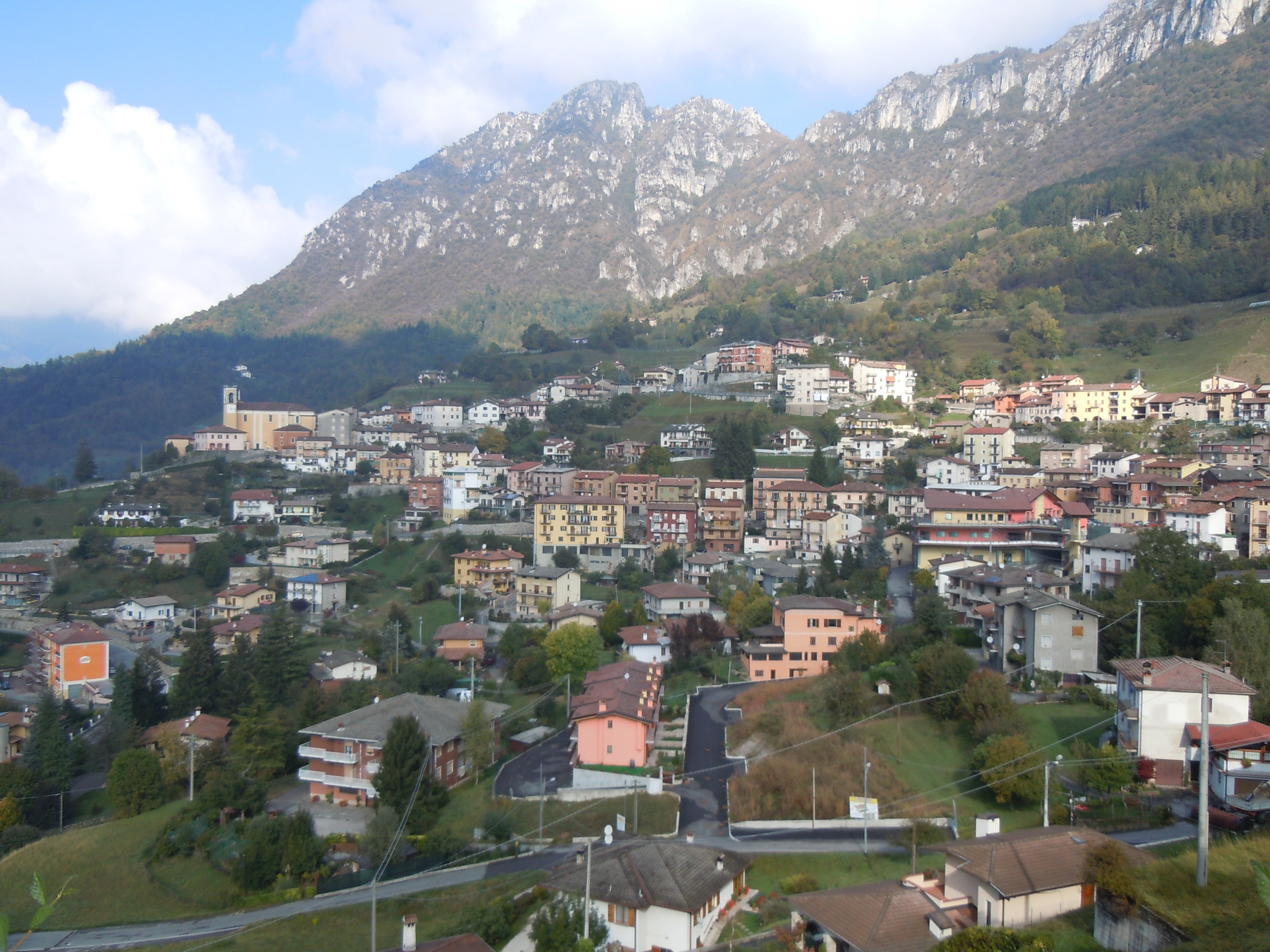
Blick auf Lodrino

Lodrino ist eine norditalienische Gemeinde (comune) mit 1636 Einwohnern (Stand 31. Dezember 2023) in der Provinz Brescia in der Lombardei. Die Gemeinde liegt etwa 20 Kilometer nordnordöstlich von Brescia im Val Trompia und gehört zur Comunità montana della Valle Trompia.

## Gemeindepartnerschaft
Lodrino unterhält seit 1965 eine Partnerschaft mit der Schweizer Gemeinde Lodrino im Kanton Tessin.